# Elsie Dodge Pattee
Elsie Stuart Dodge Pattee (* 4. September 1876 in Chelsea, Massachusetts; † 1975 in Old Lyme, Connecticut) war eine US-amerikanische Miniaturmalerin.

## Leben
Elsie Stuart Dodge, Tochter von David L. und Emma H. Dodge aus der wohlhabenden Großhandelsfamilie Dodge, die im Textilhandel tätig war, war Malerin von Porträt- und Landschaftsminiaturen sowie angesehene Lehrerin. Sie wuchs in New York City auf und studierte in London und Dresden. In Paris studierte sie an der Académie Julian bei Jules-Joseph Lefebvre (1836–1911) und einem Künstler namens Fleury – die Quellen geben nicht an, um wen es sich handelt – sowie bei Luc Olivier Merson (1846–1920), Albert Aublet (1851–1938) und Pierre Émile Cornillier. Im Jahr 1900 heiratete sie in London den amerikanischen Künstler Elmer Ellsworth Pattee (1863–1925), der in Paris die Galerie Paris-American besaß. Er starb 1925 bei einem Autounfall in Frankreich, während sie sich in Amerika befand. Von da an lebte sie in New York City, reiste häufig nach Frankreich und stellte ihre Werke auf zahlreichen Ausstellungen in den Vereinigten Staaten und Frankreich aus.
1914 veranstaltete sie zusammen mit anderen Künstlern in New York City eine Benefizveranstaltung für die Junior League: eine „futuristische“ Kunstausstellung, bei der Bilder im Stil des Futurismus parodiert wurden. Im Laufe ihrer Karriere gewann sie zahlreiche Preise, darunter eine Silbermedaille bei der Panama-Pacific International Exposition in San Francisco im Jahr 1915 sowie zweimal die Levantia White Boardman Memorial Medal bei Ausstellungen der American Society of Miniature Painters in den Jahren 1930 und 1936. Elsie Dodge Pattee war Mitglied mehrerer professioneller Kunstorganisationen, darunter die ASMP, für die sie als Vizepräsidentin und Präsidentin tätig war, sowie die Mystic Art Association in Connecticut. Zusammen mit Lucia Fairchild Fuller und Mabel R. Welch war sie Dozentin an der American School of Miniature Painting. Diese Schule, die von 1914 bis 1924 bestand, war die einzige in New York City, die sich auf Miniaturmalerei spezialisiert hatte.